# Stazione meteorologica di Malcesine
La stazione meteorologica di Malcesine è la stazione meteorologica di riferimento relativa alla località di Malcesine.

## Coordinate geografiche
La stazione meteorologica si trova nell'area climatica dell'Italia nord-orientale, nel Veneto, in provincia di Verona, nel comune di Malcesine, a 90 metri s.l.m. e alle coordinate geografiche 45°45′N 10°48′E.

## Dati climatologici
In base alla media trentennale di riferimento 1961-1990, la temperatura media del mese più freddo, gennaio, si attesta a +6,7 °C, quella del mese più caldo, luglio, è di +23,7 °C.
Le precipitazioni medie annue, distribuite in modo irregolare con un minimo in inverno, si aggirano sui 650 mm e sono distribuite mediamente in 69 giorni. Questo definisce il clima della zona come mediterraeo.
| Malcesine           | Mesi | Mesi | Mesi | Mesi | Mesi | Mesi | Mesi | Mesi | Mesi | Mesi | Mesi | Mesi | Stagioni | Stagioni | Stagioni | Stagioni | Anno |
| Malcesine           | Gen  | Feb  | Mar  | Apr  | Mag  | Giu  | Lug  | Ago  | Set  | Ott  | Nov  | Dic  | Inv      | Pri      | Est      | Aut      | Anno |
| ------------------- | ---- | ---- | ---- | ---- | ---- | ---- | ---- | ---- | ---- | ---- | ---- | ---- | -------- | -------- | -------- | -------- | ---- |
| T. max. media (°C)  | 9,4  | 10,8 | 13,4 | 16,7 | 21,3 | 24,8 | 28,0 | 27,5 | 24,0 | 19,4 | 13,5 | 10,0 | 10,1     | 17,1     | 26,8     | 19,0     | 18,2 |
| T. min. media (°C)  | 3,9  | 4,6  | 6,6  | 9,3  | 13,3 | 16,4 | 19,4 | 19,4 | 16,8 | 12,2 | 8,0  | 4,1  | 4,2      | 9,7      | 18,4     | 12,3     | 11,2 |
| Precipitazioni (mm) | 43   | 44   | 45   | 48   | 62   | 84   | 56   | 82   | 39   | 34   | 86   | 30   | 117      | 155      | 222      | 159      | 653  |
| Giorni di pioggia   | 4    | 5    | 5    | 7    | 8    | 9    | 6    | 7    | 6    | 3    | 6    | 3    | 12       | 20       | 22       | 15       | 69   |

## Valori estremi

### Temperature estreme mensili dal 1961 ad oggi
Nella tabella sottostante sono riportati i valori delle temperature estreme mensili registrate presso la stazione meteorologica dal 1961 ad oggi. Nel periodo esaminato, la temperatura minima assoluta ha toccato i -1,0 °C nel febbraio 2012 mentre la massima assoluta ha raggiunto i +41,0 °C nel luglio 1983.
| MALCESINE (1961-2019) | Mesi        | Mesi        | Mesi        | Mesi        | Mesi        | Mesi        | Mesi        | Mesi        | Mesi        | Mesi        | Mesi        | Mesi        | Stagioni | Stagioni | Stagioni | Stagioni | Anno |
| MALCESINE (1961-2019) | Gen         | Feb         | Mar         | Apr         | Mag         | Giu         | Lug         | Ago         | Set         | Ott         | Nov         | Dic         | Inv      | Pri      | Est      | Aut      | Anno |
| --------------------- | ----------- | ----------- | ----------- | ----------- | ----------- | ----------- | ----------- | ----------- | ----------- | ----------- | ----------- | ----------- | -------- | -------- | -------- | -------- | ---- |
| T. max. assoluta (°C) | 25,6 (2007) | 25,8 (1990) | 28,9 (1997) | 32,0 (2011) | 35,4 (2009) | 37,6 (2003) | 41,0 (1983) | 40,8 (2017) | 37,0 (1987) | 35,5 (2011) | 26,0 (1979) | 24,3 (1967) | 25,8     | 35,4     | 41,0     | 37,0     | 41,0 |
| T. min. assoluta (°C) | −0,8 (1985) | −1,0 (2012) | −0,1 (2005) | 4,8 (2003)  | 7,8 (2019)  | 11,0 (2006) | 14,2 (1970) | 14,5 (1972) | 12,0 (2001) | 8,0 (2009)  | 4,8 (1989)  | −0,2 (1996) | −1,0     | −0,1     | 11,0     | 4,8      | −1,0 |